# Internazionale (Zeitschrift)
Internazionale ist ein im Jahr 1993 gegründetes italienisches wöchentliches Nachrichtenmagazin mit Sitz in Rom. Die Zeitschrift veröffentlicht ins Italienische übersetzte Artikel aus der ausländischen Presse und wird von Giovanni De Mauro geleitet. Das französische Pendant bildet der Courrier international.
Sie verfügt über eine Website mit täglichen Newslettern und einer Sammlung von Links zu Zeitungen in aller Welt. Parallel zur Arbeit des Magazins betreibt Internazionale auch einen eigenen Verlag, in dem Reihen von Büchern mit Reportagen, Essays, Belletristik, Erfahrungsberichten, Fotografien und Comics veröffentlicht werden.

## Geschichte
Das Magazin wurde im Jahr 1993 nach Vorbild des Pariser Courrier international mit dem Ziel gegründet, die internationalen Debatten und Berichterstattungen besser im italienischen Diskurs verankern und verbreiten zu können.
Das Magazin hatte im Jahr 2015 eine Reichweite von rund 125.000 Personen und ist grundsätzlich in allen größeren Städten mit italienischsprachigem Angebot verfügbar.

## Aufbau
Jedes Heft zählt ungefähr 180 Seiten, die sich jeweils aus zahlreichen Übersetzungen ins Italienische von anderen internationalen Presseartikeln und der Arbeit von eigenen Journalisten speist.
Zu den regelmäßigen Beitragenden zählen Artikel und Kommentare von Amira Hass, Zuhair al Jezairy, Noam Chomsky, Maksim Cristan, Serge Enderlin, Leo Hickman, Nick Hornby, Tobias Jones, Paul Kennedy, Rami G. Khouri, Claude Leblanc, Tomás Eloy Martínez, John Matshikiza, Efraim Medina Reyes, David Randall, David Rieff, Milana Runjic und Yoani Sánchez.
Auch eine Reihe italienischer Autoren schreiben oder schrieben für Internazionale, darunter Tito Boeri, Pier Andrea Canei, Giorgio Cappozzo, Tullio De Mauro, Goffredo Fofi, Loretta Napoleoni, Luca Sofri, Domenico Starnone und Annamaria Testa.
Die Wochenzeitung veröffentlicht auch Comics und Illustrationen von Gipi, Joe Sacco, Marjane Satrapi, Art Spiegelman, Anna Keen, Aleksandar Zograf, Zerocalcare und War and Peas.